# AIC Steppe Arena
Die AIC Steppe Arena (mongolisch AIC Степпе Арена) ist eine Mehrzweckhalle in Ulaanbaatar, der Hauptstadt der Mongolei, die in erster Linie für Eishockeyspiele genutzt wird.

## Geschichte
Neben Ringen, dem Nationalsport in der Mongolei, entwickelt sich Eishockey zur führenden Mannschaftssportart. Es zeigte sich, dass dem Land ein repräsentatives Eishockeystadion fehlte. Bei Gesprächen der Internationalen Eishockey-Föderation mit Chaltmaagiin Battulga, dem damaligen Präsidenten des Landes wurde 2018 entschieden, ein geeignetes Stadion zu bauen. Nach einer Bauzeit von drei Jahren wurde die Steppe Arena im Beisein des neuen mongolischen Präsidenten Uchnaagiin Chürelsüch am 29. September 2021 eröffnet. Die Hallenarena steht ganzjährig für Trainingszwecke und sportliche Wettkämpfe zur Verfügung und kann auch für andere Veranstaltungen genutzt werden.
Im März 2023 wurde im Rahmen der Eishockey-Weltmeisterschaft der Herren 2023 das Turnier der Division IV ausgetragen.

## Einrichtungen
Die Steppe Arena wurde von vom Architekturbüro LLC, einem mongolischen Unternehmen konzipiert und gebaut. Die Arena hat eine nutzbare Fläche von 7800 Quadratmetern, 2600 Zuschauersitze, fünf Umkleidekabinen für Trainer und Sportler, einen Erste-Hilfe-Raum sowie Konferenzräume mit einer Kapazität für 80 bis 100 Personen. Der Halle ist mit moderner Klang- und Beleuchtungstechnik ausgestattet und bietet die Nutzung zum Eishockey-Training, Eiskunstlauf, Eisschnelllaufwettbewerben, kostenlosen Eislaufen für die Bevölkerung sowie für weitere Sportarten, kulturelle Veranstaltungen, Expos und Konferenzen.

## Besuch von Papst Franziskus in der Steppe Arena
Anlässlich des Besuchs von Papst Franziskus in der Mongolei zelebrierte der Papst am 3. September 2023 eine Heilige Messe in der Steppe Arena, bei der nahezu die gesamte katholische Bevölkerung des Landes anwesend war. In der überwiegend buddhistischen Bevölkerung der Mongolei bekennen sich etwa 1450 zum katholischen Glauben (Stand 2023).